# Édition Gold
Une édition Gold (et toutes les variantes venant aussi de l'anglais, telles que gold edition, special edition, limited edition, collector's edition, deluxe edition, premium edition, etc.) est une stratégie marketing d'incitation à l'achat de tout type de produit, généralement culturel (livres, albums de musique, films, jeux vidéo).
Une gold edition ou special edition propose l'édition originale et y ajoute des extensions, ou une présentation particulière. 
Une limited edition signifie que le produit existe dans un nombre limité d'exemplaires (parfois important).